# Nothotrichocera cingulata
Nothotrichocera cingulata är en tvåvingeart som beskrevs av Alexander 1926. Nothotrichocera cingulata ingår i släktet Nothotrichocera och familjen vintermyggor. Inga underarter finns listade i Catalogue of Life.